# Sesuvieae
Sesuvieae (lat. Aizoaceae) jedan od dva tribus potporodice Sesuvioideae, dio porodice Aizoaceae, Sastoji se od tri roda sa 49 vrsta.

## Sistematika
1. Tribus Sesuvieae
  1. Trianthema L. (29 spp.)
  2. Sesuvium L. (14 spp.)
  3. Zaleya Burm. fil. (6 spp.)